# 孔帕尼斯奥林匹克体育场
路易斯·孔帕尼斯奧林匹克體育場，前稱蒙特惠克奧林匹克體育場，是位於西班牙加泰羅尼亞自治區巴塞隆拿蒙特惠克奧林匹克環的一座大型體育場館，建於1927年，1992年夏季奧林匹克運動會期間作為舉行開幕、閉幕儀式及田徑項目的主場館。

## 發展沿革

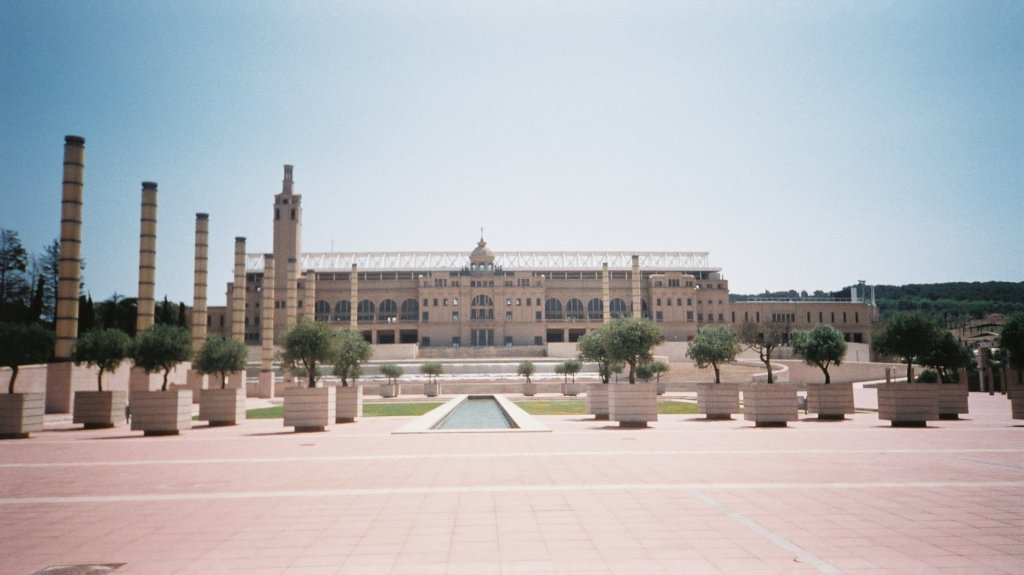
孔帕尼斯奧林匹克體育場外貌

蒙特惠克奧林匹克體育場由加泰羅尼亞建築師Pere Domènech設計，作為1929年巴塞隆那世界博覽會的會場，並準備於1936年7月19日至7月26日作為首屆人民奧林匹克運動會的主場館。人民奧林匹克運動會由美國等22個國家參與，用以抵制納粹德國舉辦的1936年夏季奧林匹克運動會，但由於西班牙內戰爆發而告吹。此場館曾舉辦1957年西班牙國王盃決賽，由巴塞隆拿足球俱樂部與愛斯賓奴體育會兩支加泰羅尼亞勁旅的歷史性對賽。1960年代起，場館未能充分利用，座位日久失修等問題開始浮現，因此未能作為1982年世界盃足球賽的場館。
1992年夏季奧林匹克運動會選址蒙特惠克奧林匹克體育場作為主場館，並由意大利著名建築師Vittorio Gregotti參與的團隊負責場館的現代化工程。修葺工程於1989年至1992年間進行，完成後場館原有古雅的外觀大致得到保留，觀眾席亦增至55000個。內部設施煥然一新，其主席台為一個40米寬、130米長的大穹頂。正門入口兩側樹立著希臘雕塑－騎馬者的複製品，至於火炬台則安裝在奧林匹克體育場北側入口處，高約 18米，重約11噸，採用鈦和不銹鋼製作。在1992年夏季奧林匹克運動會期間，場館容納70000名觀眾，舉辦開幕、閉幕儀式及田徑項目，見証了安東尼奧·雷波洛利用弓箭点燃奥运圣火；埃塞俄比亚的黑人女运动员图鲁和来自南非的白人女运动员Elana Meyer在女子10,000米项目最后一圈，手牵手共同跑向终点，象征非洲种族大团结等經典時刻。
場館於2001年更名為路易斯·孔帕尼斯奧林匹克體育場，以紀念已故加泰羅尼亞政府主席路易斯·孔帕尼斯，他於西班牙內戰期間流亡法國，被納粹德國政府所擄，1940年被佛朗哥政權謀殺。1997年起，場館成為愛斯賓奴體育會的主場，直到該球會的新場館於2009年完成為止。場館於2007年3月28日舉行過2008年歐洲國家盃外圍賽 (E組)，安道尔對英格蘭的賽事；2008年9月6日，此場館將會舉行2010年世界盃外圍賽的賽事。雖然場館面積不附合美式足球標準場地要求，但在2003年前亦曾經作為美式足球隊伍巴塞隆那龍隊的主場。
在2023－24賽季，由於巴塞隆拿的主場進行改建工程預計在2025－26賽季完成，工程期間體育場暫時作為巴塞隆拿的主場。

## 其他活動
1969年至1975年期間，一級方程式賽車西班牙大奖赛在蒙特惠克賽道舉行期間，體館則作為車隊後勤隊伍的營地。基於賽道安全問題，1975年的一級方程式賽事幾近因為賽車手杯葛而取消，停辦十多年後，於1991年起移師到加泰羅尼亞賽道舉行，雖然1991年賽事以「奧林匹克一程方程式」作為宣傳，但場館已經不再協辦賽事。
場館曾主辦不少流行音樂會，包括麥當娜（1990年）、布魯斯·斯普林斯廷（1993年、2003年）、滾石樂隊（1990年、1998年、2003年、2007年）、U2樂團（1997年）、金屬樂隊（2003年）、大衛·寶兒（1990年）、迈克尔·杰克逊（1992年）、邦喬飛（1995年、2008年）、夏奇拉（2011）等。

## 外部連結
- 官方网站
- Estadios de España （页面存档备份，存于） （西班牙語）

41°21′53.14″N 2°9′20.37″E / 41.3647611°N 2.1556583°E